# Zoalouma
Zoalouma est un village de l'arrondissement d'Akono, département de la Méfou-et-Akono dans la région du Centre au Cameroun.

## Population et société
En 1965, la population de Zoalouma était de 455 habitants, principalement des Ewondo. Lors du recensement de 2005, 274 habitants y ont été dénombrés.